# Schefflera rostrata
Schefflera rostrata är en araliaväxtart som först beskrevs av Robert Wight, och fick sitt nu gällande namn av Hermann August Theodor Harms. Schefflera rostrata ingår i släktet Schefflera och familjen araliaväxter. Inga underarter finns listade.